# Milagro (El Oro)
Milagro ist eine Ortschaft und eine Parroquia rural („ländliches Kirchspiel“) im Kanton Atahualpa der ecuadorianischen Provinz El Oro. Die Parroquia besitzt eine Fläche von 5,89 km² (nach anderen Quellen: 2,85 km²). Die Einwohnerzahl lag im Jahr 2010 bei 472.

## Lage
Die Parroquia Milagro liegt am Westrand der Cordillera Occidental im Südwesten von Ecuador. Das Gebiet liegt in Höhen zwischen 920 m und 1320 m. Der 1140 m hoch gelegene Hauptort befindet sich 4,5 km südlich vom Kantonshauptort Paccha.
Die Parroquia Milagro grenzt im Norden an die Parroquia urbana Paccha, im Osten an die Parroquia San José sowie im Süden und im Westen an die Parroquia Ayapamba.

## Geschichte
Die Parroquia Milagro wurde am 28. Juli 1987 gegründet.